# Teodoro Vanúnio
Teodoro (em latim: Theodorus; em grego: Θεόδωρος; romaniz.: Theódōros; em armênio: Թեոդորոս; romaniz.: T’eodoros) foi um nobre armênio do século VII da família Vanúnio, ativo durante o reinado do imperador Constante II (r. 641–668)

## Vida
As origens de Teodoro são incertas, exceto que pertencia à família Vanúnio. Era pai de Gregório. Foi mencionado por Sebeos no contexto de um dos ataques muçulmanos a Dúbio, na Armênia. Na ocasião, estava acompanhado de Cacheano Aravelênio e Sapor I Amatúnio que, ao avistarem a chegada dos inimigos, fugiram em direção à cidade, destruindo a ponte sobre o Metsamor, um dos afluentes do Araxes, e informaram a situação. Depois, Teodoro dirigiu-se para Naquichevão. Em 11 de agosto de 643, participou ao lado de Teodoro Restúnio da reconquista de Arcapa, uma fortaleza em Airarate que havia sido conquistada pelo Califado Ortodoxo no dia anterior.